# Condado de Lawrence (Kentucky)
El condado de Lawrence (en inglés: Lawrence County), fundado en 1822, es uno de 120 condados del estado estadounidense de Kentucky. En el año 2000, el condado tenía una población de 15,569 habitantes y una densidad poblacional de 14 personas por km². La sede del condado es Louisa.

## Geografía
Según la Oficina del Censo, el condado tiene un área total de 1088 km² (420,1 mi²), de la cual 1085 km² (418,9 mi²) es tierra y 3 km² (1,2 mi²) (0.32%) es agua.

### Condados adyacentes
- Condado de Carter (noroeste)
- Condado de Boyd (norte)
- Condado de Wayne (Virginia Occidental) (este)
- Condado de Martin (sureste)
- Condado de Johnson (sur)
- Condado de Morgan (suroeste)
- Condado de Elliott (oeste)

## Demografía
Según la Oficina del Censo en 2000, los ingresos medios por hogar en el condado eran de $21,610, y los ingresos medios por familia eran $26,113. Los hombres tenían unos ingresos medios de $30,735 frente a los $19,174 para las mujeres. La renta per cápita para el condado era de $12,008. Alrededor del 30.70% de la población estaban por debajo del umbral de pobreza.

## Localidades
- Blaine
- Louisa
- Lowmansville